# Angelo Senaldi
Angelo Senaldi (Gallarate, 2 luglio 1962) è un politico italiano.

## Biografia

### Carriera politica
Nel 2011 viene nominato Vicesindaco di Gallarate ed assessore all'urbanistica nella giunta di Edoardo Guenzani.
Alle elezioni politiche del 2013 viene eletto deputato della XVII legislatura della Repubblica Italiana nella circoscrizione IV Lombardia per il Partito Democratico.